# Sphedanus
Sphedanus là một chi nhện trong họ Pisauridae.